# Kevin McDonald (Bischof)
Kevin John Patrick McDonald (* 18. August 1947 in Stoke-on-Trent, Staffordshire, Vereinigtes Königreich) ist britischer Geistlicher und römisch-katholischer Alt-Erzbischof von Southwark.

## Leben
Kevin McDonald empfing am 20. Juli 1974 die Priesterweihe für das Erzbistum Birmingham.
Papst Johannes Paul II. ernannte ihn am 29. März 2001 zum Bischof von Northampton. Die Bischofsweihe spendete ihm der emeritierte Bischof von Northampton, Patrick Leo McCartie, am 2. Mai desselben Jahres; Mitkonsekratoren waren Patrick Kelly, Erzbischof von Liverpool, und Vincent Nichols, Erzbischof von Birmingham.
Am 6. November 2003 wurde er zum Erzbischof von Southwark ernannt und am 8. Dezember desselben Jahres in das Amt eingeführt. Von seinem Amt trat er am 4. Dezember 2009 zurück.
Kevin McDonald ist seit 2003 Großprior der Statthalterei England und Wales des Ritterordens vom Heiligen Grab zu Jerusalem.